# 慕尼黑-哈克桥站
哈克桥站（德語：S-Bahnhof München-Hackerbrücke）是一座慕尼黑快铁1-4，6-8号线位于马克斯近郊的一座车站，毗邻哈克桥。此站可抵达慕尼黑最大的汽车站——慕尼黑汽车总站。